# La Croisille
La Croisille es una localidad y comuna francesa situada en la región de Alta Normandía, departamento de Eure, en el distrito de Évreux y cantón de Conches-en-Ouche.

## Demografía
| 113 | 110 | 137 | 213 | 328 | 325 |
| Para los censos de 1962 a 1999 la población legal corresponde a la población sin duplicidades (Fuente: INSEE [Consultar]) |     |     |     |     |     |